# Sarcinodes subvirgata
Sarcinodes subvirgata är en fjärilsart som beskrevs av Louis Beethoven Prout 1911. Sarcinodes subvirgata ingår i släktet Sarcinodes och familjen mätare. Inga underarter finns listade.